# 線維軟骨
線維軟骨（せんいなんこつ、英:fibro cartilage）とは、仙腸関節、顎関節、胸鎖関節、椎間円板、恥骨結合、関節半月、関節円板などを構成する軟骨。結合組織と軟骨の中間型で軟骨基質の大部分には密なコラーゲンが束となって多く含まれ、波状で走る。機能は関節の適合、緩衝、可動性の適正、関節内圧の均等、滑液の分散などをする。軸圧を受ける部位に多く存在していて、軸圧を直に受ける。